# FA Cup 1931/32
Der FA Cup 1931/32 war die 57. Austragung des weltweit ältesten Fußballpokalturniers The Football Association Challenge Cup, oder FA Cup. Newcastle United gewann diesen Wettbewerb mit einem 2:1-Sieg im Finale gegen den vom berühmten Trainer Herbert Chapman betreuten Londoner Arsenal FC. Auf der Bank von Newcastle saß der frühere Bayern-Trainer James McPherson als Assistenztrainer.
Vom Finale blieb der höchst umstrittene Ausgleichstreffer der Novocastrians in Erinnerung. Vor der Flanke von Jimmy Richardson auf den Torschützen Jack Allen, der per Kopfball vollstreckte, war der Ball klar im Aus wie selbst Fotos belegten. Das berühmte ""Over The Line"-Tor war geboren!

## Die Spiele

### Erste Runde
| Datum             |                                 | Ergebnis |                                 |
| ----------------- | ------------------------------- | -------- | ------------------------------- |
| 28. November 1931 | Aldershot                       | 7:0      | Chelmsford                      |
| 28. November 1931 | Barnet                          | 3:7      | Queens Park Rangers             |
| 28. November 1931 | Bath City                       | 9:0      | Nunhead                         |
| 28. November 1931 | Bournemouth & Boscombe Athletic | 1:1      | Northfleet United               |
| 28. November 1931 | Bristol Rovers                  | 5:1      | Gillingham                      |
| 28. November 1931 | Cardiff City                    | 8:0      | Enfield                         |
| 28. November 1931 | Chester                         | 4:1      | Hartlepools United              |
| 28. November 1931 | Coventry City                   | 2:2      | Clapton Orient                  |
| 28. November 1931 | Crewe Alex                      | 2:2      | Gainsboro Trinity               |
| 28. November 1931 | Crook Town                      | 3:1      | Stockport Co                    |
| 28. November 1931 | Darlington                      | 1:0      | Walsall                         |
| 28. November 1931 | Darwen                          | 4:1      | Peterborough and Fletton United |
| 28. November 1931 | Folkestone                      | 2:5      | Brighton & H Alb                |
| 28. November 1931 | Fulham                          | 2:0      | Guildford City                  |
| 28. November 1931 | Gateshead                       | 3:2      | Wrexham                         |
| 28. November 1931 | Lancaster Town                  | 0:3      | Blyth Spartans                  |
| 28. November 1931 | Hull City                       | 4:1      | Mansfield Town                  |
| 28. November 1931 | Manchester Central              | 0:3      | Lincoln City                    |
| 28. November 1931 | Newark Town                     | 1:1      | Halifax Town                    |
| 28. November 1931 | New Brighton                    | 3:1      | York City                       |
| 28. November 1931 | Northampton Town                | 9:0      | Metropolitan Police             |
| 28. November 1931 | Reading                         | 0:1      | Crystal Palace                  |
| 28. November 1931 | Rotherham United                | 0:0      | Accrington S                    |
| 28. November 1931 | Scunthorpe United               | 2:1      | Rochdale                        |
| 28. November 1931 | Swindon Town                    | 0:5      | Luton Town                      |
| 28. November 1931 | Thames                          | 2:2      | Watford                         |
| 28. November 1931 | Tunbridge Wells Rangers         | 1:1      | Brentford                       |
| 28. November 1931 | Torquay United                  | 1:3      | Southend United                 |
| 28. November 1931 | Tranmere Rovers                 | 3:0      | West Stanley                    |
| 28. November 1931 | Wimbledon                       | 1:3      | Norwich City                    |
| 28. November 1931 | Yeovil and Petters United       | 3:1      | Hayes                           |
| 28. November 1931 | Yorks Amateurs                  | 1:3      | Carlisle United                 |
| 28. November 1931 | Barrow                          | 3:3      | Doncaster Rovers                |
| 28. November 1931 | Burton Town                     | w/o      | Wigan Borough                   |

#### 1. Wiederholungsspiele
|                                 | Ergebnis |                   |
| ------------------------------- | -------- | ----------------- |
| Bournemouth & Boscombe Athletic | 1:0      | Northfleet United |
| Coventry City                   | 0:2      | Clapton Orient    |
| Crewe Alex                      | 0:1      | Gainsboro Trinity |
| Newark Town                     | 1:2      | Halifax Town      |
| Rotherham United                | 0:5      | Accrington S      |
| Thames                          | 2:3      | Watford           |
| Tunbridge Wells Rangers         | 1:2      | Brentford         |
| Barrow                          | 1:1      | Doncaster Rovers  |

#### 2. Wiederholungsspiele
|        | Ergebnis |                  |
| ------ | -------- | ---------------- |
| Barrow | 1:1      | Doncaster Rovers |

#### 3. Wiederholungsspiele
|        | Ergebnis |                  |
| ------ | -------- | ---------------- |
| Barrow | 0:1      | Doncaster Rovers |

### Zweite Runde
| Datum             |                                 | Ergebnis |                           |
| ----------------- | ------------------------------- | -------- | ------------------------- |
| 12. Dezember 1931 | Gainsboro Trinity               | 2:5      | Watford                   |
| 12. Dezember 1931 | Brighton & Hove Albion          | 5:0      | Doncaster Rovers          |
| 12. Dezember 1931 | Brentford                       | 4:1      | Norwich City              |
| 12. Dezember 1931 | Burton Town                     | 4:1      | Gateshead                 |
| 12. Dezember 1931 | Scunthorpe United               | 1:4      | Queens Park Rangers       |
| 12. Dezember 1931 | Cardiff City                    | 4:0      | Clapton Orient            |
| 12. Dezember 1931 | New Brighton                    | 0:4      | Hull City                 |
| 12. Dezember 1931 | Lincoln City                    | 2:2      | Luton Town                |
| 12. Dezember 1931 | Halifax Town                    | 3:0      | Accrington S              |
| 12. Dezember 1931 | Northampton Town                | 3:0      | Southampton               |
| 12. Dezember 1931 | Bath City                       | 2:1      | Crystal Palace            |
| 12. Dezember 1931 | Darwen                          | 2:1      | Chester                   |
| 12. Dezember 1931 | Carlisle United                 | 0:2      | Darlington                |
| 12. Dezember 1931 | Tranmere Rovers                 | 2:0      | Bristol Rovers            |
| 12. Dezember 1931 | Aldershot                       | 1:1      | Crook Town                |
| 12. Dezember 1931 | Bournemouth & Boscombe Athletic | 1:0      | Blyth Spartans            |
| 12. Dezember 1931 | Fulham                          | 0:0      | Yeovil and Petters United |

#### Wiederholungsspiele
|              | Ergebnis |                           |
| ------------ | -------- | ------------------------- |
| Lincoln City | 1:4      | Luton Town                |
| Aldershot    | 0:1      | Crook Town                |
| Fulham       | 5:2      | Yeovil and Petters United |

### Dritte Runde
| Datum          |                        | Ergebnis |                                 |
| -------------- | ---------------------- | -------- | ------------------------------- |
| 9. Januar 1932 | Oldham Athletic        | 1:1      | Huddersfield Town               |
| 9. Januar 1932 | Queens Park Rangers    | 3:1      | Leeds United                    |
| 9. Januar 1932 | Preston North End      | 0:0      | Bolton Wand                     |
| 9. Januar 1932 | Luton Town             | 1:2      | Wolves                          |
| 9. Januar 1932 | Middlesbro             | 1:1      | Portsmouth                      |
| 9. Januar 1932 | West Bromwich Albion   | 1:2      | Aston Villa                     |
| 9. Januar 1932 | Arsenal                | 11:10    | Darwen                          |
| 9. Januar 1932 | Plymouth Argyle        | 4:1      | Manchester United               |
| 9. Januar 1932 | Bury                   | 2:1      | Swansea Town                    |
| 9. Januar 1932 | Sheffield United       | 2:1      | Corinthians                     |
| 9. Januar 1932 | Sunderland             | 0:0      | Southampton                     |
| 9. Januar 1932 | Stoke City             | 3:0      | Hull City                       |
| 9. Januar 1932 | Millwall               | 2:3      | Manchester City                 |
| 9. Januar 1932 | Brentford              | 2:0      | Bath City                       |
| 9. Januar 1932 | Burnley                | 0:4      | Derby County                    |
| 9. Januar 1932 | Burton Town            | 0:4      | Blackburn R                     |
| 9. Januar 1932 | Chesterfield           | 5:2      | Nottingham Forest               |
| 9. Januar 1932 | Everton                | 1:2      | Liverpool                       |
| 9. Januar 1932 | Grimsby Town           | 4:1      | Exeter City                     |
| 9. Januar 1932 | Birmingham             | 1:0      | Bradford City                   |
| 9. Januar 1932 | Tottenham Hotspur      | 2:2      | Sheffield Wednesday             |
| 9. Januar 1932 | Halifax                | 1:3      | Bournemouth & Boscombe Athletic |
| 9. Januar 1932 | Tranmere Rovers        | 2:2      | Chelsea                         |
| 9. Januar 1932 | Charlton Athletic      | 1:2      | West Ham United                 |
| 9. Januar 1932 | Blackpool              | 1:1      | Newcastle United                |
| 9. Januar 1932 | Barnsley               | 0:0      | Southport                       |
| 9. Januar 1932 | Brighton & Hove Albion | 1:2      | Port Vale                       |
| 9. Januar 1932 | Leicester City         | 7:0      | Crook Town                      |
| 9. Januar 1932 | Watford                | 1:1      | Fulham                          |
| 9. Januar 1932 | Notts County           | 2:2      | Bristol City                    |
| 9. Januar 1932 | Bradford Park Avenue   | 2:0      | Cardiff City                    |
| 9. Januar 1932 | Darlington             | 1:1      | Northampton Town                |

#### Wiederholungsspiele
|                   | Ergebnis |                     |
| ----------------- | -------- | ------------------- |
| Oldham Athletic   | 0:6      | Huddersfield Town   |
| Preston North End | 5:2      | Bolton Wand         |
| Middlesbro        | 0:3      | Portsmouth          |
| Sunderland        | 4:2      | Southampton         |
| Totenham Hotspur  | 1:3      | Sheffield Wednesday |
| Tranmere Rovers   | 3:5      | Chelsea             |
| Blackpool         | 0:1      | Newcastle United    |
| Barnsley          | 1:4      | Southport           |
| Watford           | 3:0      | Fulham              |
| Notts County      | 2:3      | Bristol City        |
| Darlington        | 0:2      | Northampton Town    |

### Vierte Runde
| Datum           |                      | Ergebnis |                                 |
| --------------- | -------------------- | -------- | ------------------------------- |
| 23. Januar 1932 | Huddersfield Town    | 5:0      | Queens Park Rangers             |
| 23. Januar 1932 | Preston North End    | 2:0      | Wolves                          |
| 23. Januar 1932 | Portsmouth           | 1:1      | Aston Villa                     |
| 23. Januar 1932 | Arsenal              | 4:2      | Plymouth Argyle                 |
| 23. Januar 1932 | Bury                 | 3:1      | Sheffield United                |
| 23. Januar 1932 | Sunderland           | 1:1      | Stoke City                      |
| 23. Januar 1932 | Manchester City      | 6:1      | Brentford                       |
| 23. Januar 1932 | Derby County         | 3:2      | Blackburn Rovers                |
| 23. Januar 1932 | Chesterfield         | 2:4      | Liverpool                       |
| 23. Januar 1932 | Grimsby Town         | 2:1      | Birmingham                      |
| 23. Januar 1932 | Sheffield Wednesday  | 7:0      | Bournemouth & Boscombe Athletic |
| 23. Januar 1932 | Chelsea              | 3:1      | West Ham United                 |
| 23. Januar 1932 | Newcastle United     | 1:1      | Southport                       |
| 23. Januar 1932 | Port Vale            | 1:2      | Leicester City                  |
| 23. Januar 1932 | Watford              | 2:1      | Bristol City                    |
| 23. Januar 1932 | Bradford Park Avenue | 4:2      | Northampton Town                |

#### 1. Wiederholungsspiele
|                  | Ergebnis |             |
| ---------------- | -------- | ----------- |
| Portsmouth       | 1:0      | Aston Villa |
| Sunderland       | 1:1      | Stoke City  |
| Newcastle United | 1:1      | Southport   |

#### 2. Wiederholungsspiele
|                  | Ergebnis |            |
| ---------------- | -------- | ---------- |
| Sunderland       | 1:2      | Stoke City |
| Newcastle United | 9:0      | Southport  |

### Fünfte Runde (Achtelfinale)
| Datum            |                     | Ergebnis |                      |
| ---------------- | ------------------- | -------- | -------------------- |
| 13. Februar 1932 | Huddersfield Town   | 4:0      | Preston North End    |
| 13. Februar 1932 | Portsmouth          | 0:2      | Arsenal              |
| 13. Februar 1932 | Bury                | 3:0      | Stoke City           |
| 13. Februar 1932 | Manchester City     | 3:0      | Derby County         |
| 13. Februar 1932 | Liverpool           | 1:0      | Grimsby Town         |
| 13. Februar 1932 | Sheffield Wednesday | 1:1      | Chelsea              |
| 13. Februar 1932 | Newcastle United    | 3:1      | Leicester City       |
| 13. Februar 1932 | Watford             | 1:0      | Bradford Park Avenue |

#### Wiederholungsspiel
|                     | Ergebnis |         |
| ------------------- | -------- | ------- |
| Sheffield Wednesday | 0:2      | Chelsea |

### Sechste Runde (Viertelfinale)
| Datum            |                   | Ergebnis |                 |
| ---------------- | ----------------- | -------- | --------------- |
| 27. Februar 1932 | Huddersfield Town | 0:1      | Arsenal         |
| 27. Februar 1932 | Bury              | 3:4      | Manchester City |
| 27. Februar 1932 | Liverpool         | 0:2      | Chelsea         |
| 27. Februar 1932 | Newcastle United  | 5:0      | Watford         |

### Halbfinale
| Datum         |         | Ergebnis |                  |
| ------------- | ------- | -------- | ---------------- |
| 12. März 1932 | Arsenal | 1:0      | Manchester City  |
| 12. März 1932 | Chelsea | 1:2      | Newcastle United |

### Finale
| Newcastle United                           | Newcastle United | Arsenal FC | Arsenal FC |
| ------------------------------------------ | --- | --- | ---------- |
| Newcastle United                           | \| 23. April 1932 in London (Wembley-Stadion) \| \| Ergebnis: 2:1 (1:1) \| \| Zuschauer: 92.298 Zuseher \| \| Schiedsrichter: W. P. Harper \|                                                  | \| 23. April 1932 in London (Wembley-Stadion) \| \| Ergebnis: 2:1 (1:1) \| \| Zuschauer: 92.298 Zuseher \| \| Schiedsrichter: W. P. Harper \|                                | Arsenal FC |
| Newcastle United                           | Albert McInroy; Jimmy Nelson , David Fairhurst; Roddie MacKenzie, Dave Davidson, Sam Weaver; Jimmy Boyd, Jimmy Richardson, Jack Allen, Harry McMenemy, Tommy Lang Cheftrainer: Andy Cunningham | Frank Moss; Tom Parker , Eddie Hapgood; Charlie Jones, Herbie Roberts, George Male; Joe Hulme, David Jack, Jack Lambert, Cliff Bastin, Bob John Cheftrainer: Herbert Chapman | Arsenal FC |
| Newcastle United                           | 1:1 Jack Allen (38.) 2:1 Jack Allen (72.) | 0:1 Bob John (15.) | Arsenal FC |
| 23. April 1932 in London (Wembley-Stadion) | | |            |
| Ergebnis: 2:1 (1:1)                        | | |            |
| Zuschauer: 92.298 Zuseher                  | | |            |
| Schiedsrichter: W. P. Harper               | | |            |